# Anathix ralla
Anathix ralla là một loài bướm đêm trong họ Noctuidae.